# 敵の出方論
敵の出方論（てきのでかたろん）とは、1961年（昭和36年）以降使われていた日本共産党の党内用語。

## 概要
日本共産党によれば「政権獲得後の権力保持にあたって、暴力的な反対行動を防止する」ことを指す理論であるとされる。一方日本国政府によれば「政権獲得前に政府の出方次第で暴力革命を起こす」ことを指す理論であるとされ「日本共産党は暴力革命を現在も放棄していない」としている。日本共産党は「党の正式な機関が、暴力革命や武装闘争を掲げた事は無い」と反論し、この用語を使わないことを2021年（令和3年）の中央委員会総会で決定したが、理論そのものが誤りだったとは認めておらず、日本国政府は共産党がこの用語の使用を止めたことによって政府の方針が変更されることはないとし、公安調査庁は日本共産党を破壊活動防止法に基づく調査対象団体としている。

## 歴史

### 「敵の出方」の起源

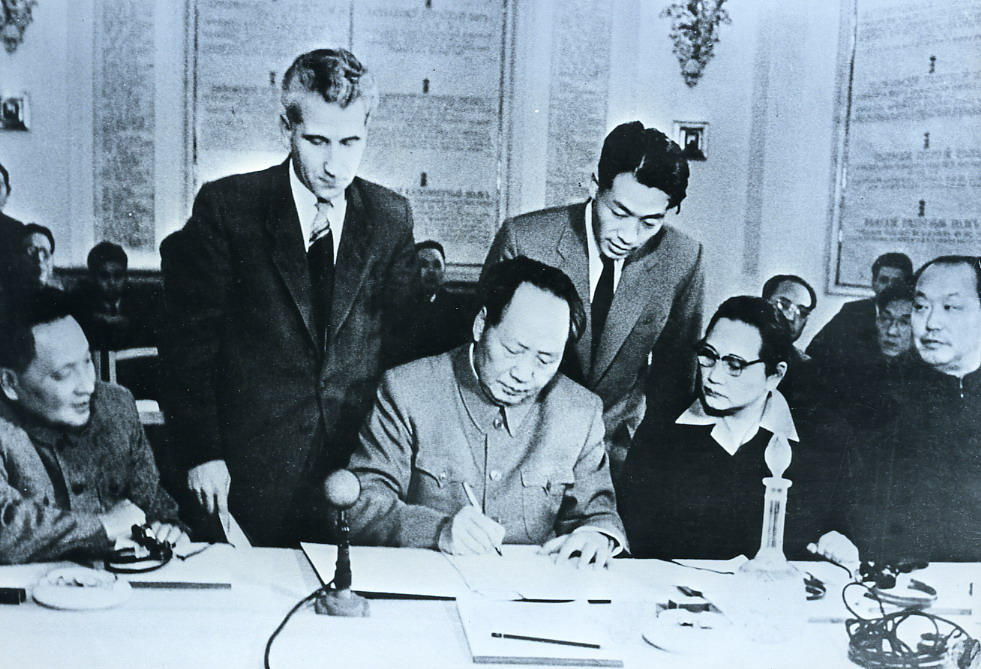
1957年モスクワ会議

「革命が平和的に遂行されるか否かは反動派が不法な手段ないし暴力による弾圧に訴えてくるかどうかにかかっている」という考え自体は、日本共産党に限らず、マルクス主義、マルクス＝レーニン主義（科学的社会主義）の諸潮流の運動原則として用いられてきた。
日本共産党議長を務めた不破哲三によると、マルクス・エンゲルスらはその著作において、ドイツ（社会主義者鎮圧法などに関して）やアメリカ（南北戦争に関して）の例を引き、反動勢力が暴力的に政権の樹立を阻止したり樹立された政権に対して反乱をした際にこれを打ち破る必要を説いており、不破はこれを「マルクスの『敵の出方』論」と読んでいる。1890年代以来ドイツ社会民主党指導者であり、同党の「エルフルト綱領」起草者の一人であったカール・カウツキーは、反動派からの合法性の枠を超えた攻撃がない限りは、社会主義運動は平和的・体制内拡大戦術をとるべきであるとしていた。戦間期のオーストリア・マルクス主義の理論家でオーストリア社会民主労働党（当時）の事実上の最高指導者であったオットー・バウアーは、敵の出方によっては暴力的な方法も辞さずとしながらも、議会制民主主義を通じた多数者革命を追究した。ユーロ・コミュニズムの理論家でフランス共産党中央委員を務めたリュシアン・セーヴは、フランス共産党第22回大会報告の経験を理論化し、「敵がそれをいかに欲しようとも、暴力に頼ることがあってはならない」という平和革命の原則は、多数者獲得による革命の原則と弁証法的に結びついているとしている。戦前の日本（大日本帝国）においても、1920年代後半に発行された『無産階級戦闘雑誌 進め』において、社会主義実現のために「不穏手段で行くか平和手段で行くか」は第一に支配階級の態度によって決定されるという記述が見られる。
しかしながら、ロシアのボリシェヴィキの指導者ウラジーミル・レーニンはその著書『国家と革命』（1917年）などにおいて、1917年4月以降のロシアでの運動状況を一般化する形で暴力革命不可避論を展開し、後にソビエト連邦の権力を掌握したヨシフ・スターリンが著書『レーニン主義の基礎について』（1924年）でこれをマルクス＝レーニン主義の原則として定式化した。不破によれば、第二次世界大戦後には日本、ブラジル、インド、西ドイツなどの共産党が、スターリンの介入によって武装方針を取った。
スターリンの死後、スターリン批判とその後の各地の政変、中ソ論争の高まりの中、1957年11月の社会主義国共産党・労働者党国際会議で採択された「モスクワ宣言」において、反動派が武力に訴えてこないかぎりは平和的な革命の条件があるとする平和革命方針が国際共産主義運動の原則として確認された。
その後、1960年の81カ国共産党・労働者党代表者会議で採択された「モスクワ声明」は、革命の形態と発展方向は各国の階級の力関係、労働者階級の成熟・意識性、支配階級の抵抗の度合いに左右されると前置きしたうえで、「モスクワ宣言」の平和革命＝敵の出方に関する部分を引用し再度確認されている。

### 日本共産党の「敵の出方」論の確立
1946年以来日本共産党はいわゆる平和革命論（野坂理論）を主張したが、1950年にその方針をコミンフォルムが批判、これへの対応を巡る対立と公職追放による混乱により所感派（主流派、共産党用語では「徳田・野坂分派」）や国際派などに分裂した（50年問題）。この渦中の1951年に徳田を中心とする所感派＝臨中指導部により「51年綱領」（「51年文書」）と「軍事方針」を採択、暴力革命不可避論による武装闘争路線（中核自衛隊、山村工作隊など）が行われた。徳田とスターリンの死後、1955年の「第6回全国協議会」と1957年の第15回拡大中央委員会において、徳田・野坂ら所感派＝臨中指導部による党規に反したクーデターを検証した上で、「軍事方針」の誤りを認めこれを廃棄した。
「51年綱領」に代わる綱領討議過程の1958年に行われた第7回大会において、「暴力革命不可避論」と「平和革命必然論」の両方を退けた。その中で、先述のモスクワ宣言の「敵の出方論」を認めることが確認された。
1961年の第8回大会では「暴力革命不可避論」と「平和革命必然論」の両方を退けた新綱領路線が確立された。「敵の出方」論はこれ以降、党綱領それ自体に明記はされていないが、関連する報告では繰り返し触れられている。第8回大会政治報告では、モスクワ宣言・モスクワ声明の非軍事路線・「敵の出方」論にあたる内容について再度確認されている。1970年の第11回大会では、「敵の出方」論を再度詳細に記述している。
不破は、1970年5月22日付『赤旗』に掲載された「社会の変革と政治的民主主義をめぐる問題」（『人民的議会主義』所収）において、革命の移行が最終的には敵の出方にかかるという立場について、反動勢力が不法な暴力を行使する場合に生じる非平和的な局面の可能性を否定してしまうわけにはいかないとした上で、国民多数の意志で成立した政権に対するクーデターなどの不法行為に対して秩序維持のために必要な措置をとることは国民主権と議会制民主主義を守る当然の態度であるとしている。
1989年2月28日に開かれた第114回国会・衆議院予算委員会では、当時衆議院議員だった不破が公安調査庁による日本共産党への調査について質問し、その中で石山陽公安調査庁長官は「政権確立した後に不穏分子が反乱的な行動に出て、これを鎮圧するというのは、たとえどなたの政権であろうとも当然に行われるべき治安維持活動」と「敵の出方」論の一部を肯定したうえで、不穏分子をたたきつけてやろうというという問題があるのではないかと見識を述べている。
国会で以下の議論が行われた。
なお日本共産党は、「平和革命必然論」と「武力革命唯一論」の両方を誤りとして批判する。
元日本共産党員で1994年に離党した政治学者の田口富久治は、1998年に発表した文章において、敵の出方論は放棄されている旨記している。

### 「敵の出方」という用語の廃棄
2021年8月に開かれた党創立99周年記念講演において、日本共産党は2004年の綱領改定以後、あたかも平和的方針と非平和的方針を持っていると曲解されるという理由で「敵の出方」という表現を使わなくなっていることを明らかにしたうえで、志位は「敵の出方」論を曲解した攻撃を批判した。同年9月に開かれた党28回大会第3回中央委員会総会では、再び公式に「敵の出方」という表現を使用しないことが確認された。

## 論争

### 日本国政府側の主張
日本の警察における警備・公安警察教育においては、1980年代以来「日本共産党は平和路線を見せているがそれは欺瞞である」「敵の出方論によって暴力革命を固持し、決してあきらめていない」と規定・定式化されている。警察大学校の校長を務めた弘津恭輔は、敵の出方論があえて綱領に書かれていないのは破防法対策であり、暴力革命方針が日本共産党の本質であると主張している。
公安調査庁は以下見解により、1952年より日本共産党を破壊活動防止法に基づく調査対象団体としている。
公安調査庁は論拠の一つとして上記の不破哲三著『日本社会党の綱領的路線の問題点』が「平和革命必然論」と「武力革命唯一論」の両方を誤りとしている点もあげている。
また警察庁も以下見解により、日本共産党は「敵の出方論」により、暴力革命の方針は変更が無いとしている。
2016年（平成28年）3月に安倍晋三内閣は、「日本共産党は破壊活動防止法の調査対象である」と、質問主意書の答弁書を閣議決定した。また2020年（令和2年）2月13日、内閣総理大臣安倍晋三は衆議院本会議で、日本維新の会の衆議院議員足立康史の質疑に対して「日本共産党は現在においても、暴力革命の方針に変更がないものと認識している」と答弁した。
2021年（令和3年）9月14日、菅義偉内閣の内閣官房長官加藤勝信は「日本共産党の、いわゆる敵の出方論に立った暴力革命の方針に変更はないものと認識している」と記者会見で述べた。9月17日の記者会見でも加藤は「政府としては変更はないと認識をしている」と重ねて強調し、その根拠について「公安当局が共産党の各種文献を調査するなどして総合的に判断した」としている。法務大臣上川陽子も同日の会見で同様の見解を示した。
2021年11月19日、岸田文雄内閣は「いわゆる『敵の出方論』に立った暴力革命の方針に変更はないものと認識している」とするNHKと裁判してる党弁護士法72条違反での参議院議員浜田聡の質問主意書に対する答弁書を閣議決定した。

### 日本共産党の主張
日本共産党中央委員会委員長の志位和夫は「敵の出方」論の内容について次のように説明している。
2016年3月に政府による政府答弁書の閣議決定に対して、日本共産党は機関紙「しんぶん赤旗」で以下主張を行った。
また2020年2月13日、衆議院での安倍晋三首相の発言に対して、機関紙「しんぶん赤旗」で以下主張を行った。
さらに、2021年8月4日に行われた「日本共産党創立99周年記念講演会」で、志位和夫は次のように述べ、「敵の出方論」という用語を使用しないことを明らかにした。
これに対して官房長官加藤勝信は記者会見で「志位氏の発言によって政府の認識は何ら変更するものではない」と述べた。